# Celebes Meridional

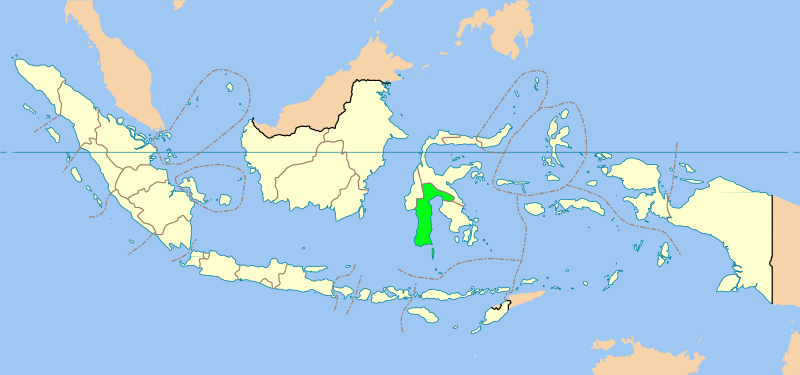
Mapa da Indonésia com a localização de Celebes do Sul.

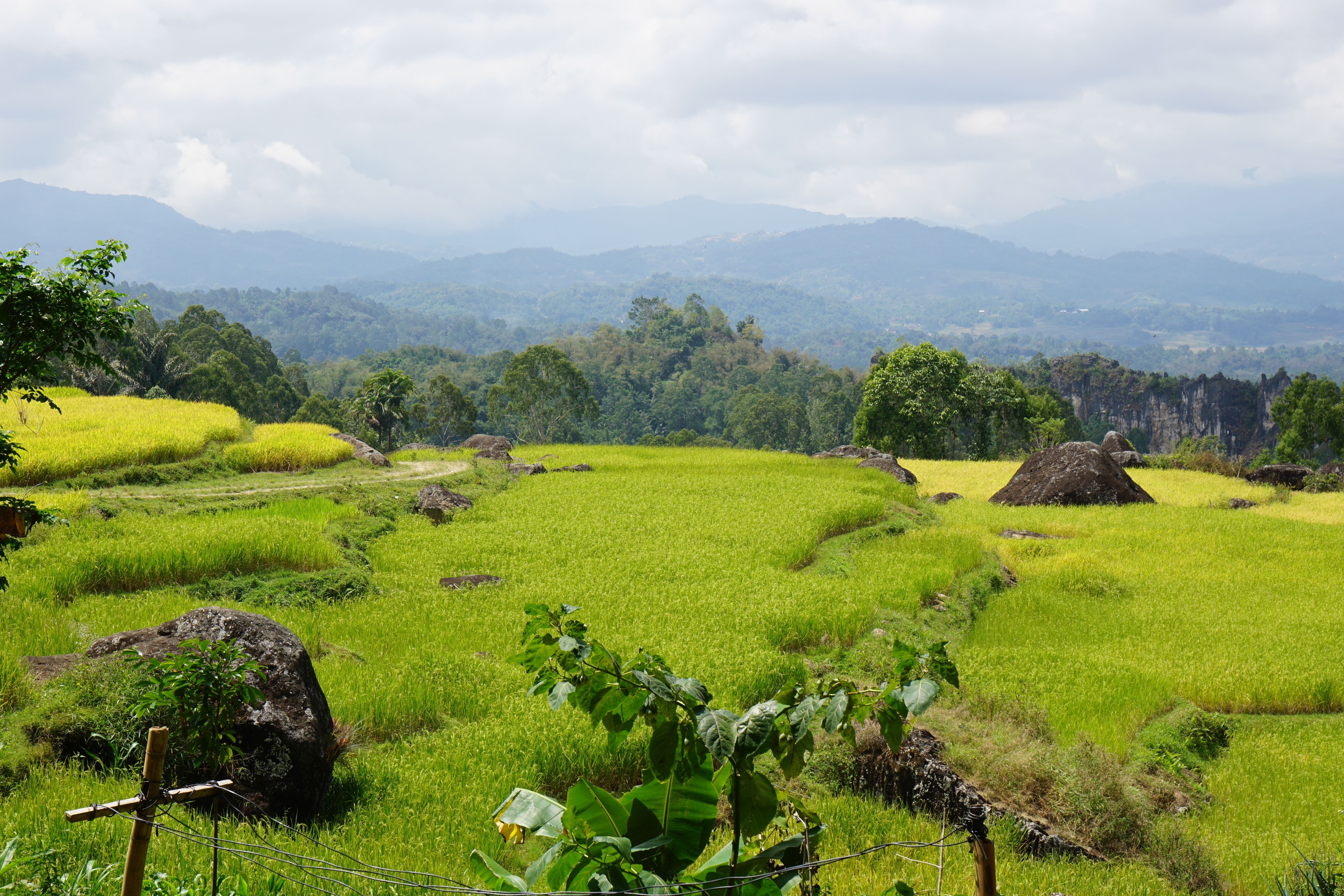

Celebes Meridional (Sulawesi Selatan, em indonésio) é uma província da Indonésia com capital em Macáçar. Encontra-se na ilha de Celebes e limita com as províncias de Celebes Central ao norte, Celebes de Sudeste a leste e Celebes Ocidental a oeste.
Sua população é de 7 497 701 habitantes (2005) e sua área, de 72 781 km².